# Мэнринг, Чарльз
Чарльз Дэвид «Чарли» Мэнринг (англ. Charles David "Charley" Manring; 18 августа 1929, Кливленд, Огайо — 7 августа 1991, Бетесда, Мэриленд) — американский гребной рулевой, выступавший за сборную США по академической гребле в начале 1950-х годов. Чемпион летних Олимпийских игр в Хельсинки, победитель и призёр регат национального значения. Офицер Военно-морских сил США.

## Биография
Чарльз Мэнринг родился 18 августа 1929 года в Кливленде, штат Огайо.
Учился в старшей школе в Нью-Джерси и затем в Ратгерском университете, откуда впоследствии перевёлся в Военно-морскую академию США в Аннаполисе, где начал серьёзно заниматься академической греблей. В качестве рулевого состоял в местной гребной команде, неоднократно принимал участие в различных студенческих регатах, в частности в восьмёрках побеждал на чемпионате Межуниверситетской гребной ассоциации (IRA) и в традиционной регате «Восточные спринты» (Eastern Sprints).
Наивысшего успеха в гребле на международном уровне добился в сезоне 1952 года, когда вошёл в основной состав американской национальной сборной и благодаря череде удачных выступлений удостоился права защищать честь страны на летних Олимпийских играх в Хельсинки. В составе экипажа-восьмёрки в финале обошёл всех своих соперников, в том числе более чем на пять секунд опередил ближайших преследователей из Советского Союза, и тем самым завоевал золотую олимпийскую медаль.
В дальнейшем служил офицером в Военно-морских силах США.
Умер 7 августа 1991 года в Бетесде, штат Мэриленд, в возрасте 61 года.